# 林鼓子
林鼓子（日语：／ Hayashi Koko，2002年5月15日—），日本女性配音員、前童星。出身於靜岡縣濱松市。LIBERTE所屬，mitt management前所屬。身高157cm。A型血。

## 經歷
林鼓子受到了母親喜歡迪士尼電影的影響，喜歡上了音樂劇。然後觀賞2009年上演音樂劇《安妮》作為契機，對於音樂劇充滿了憧憬，開始學習音樂劇與歌唱。在這部音樂劇《安妮》中飾演安妮的佐佐木李子於2018年在ANIMAX MUSIX NEXTAGE演唱會中合作，在2019年《閃躍吧！星夢☆頻道》第2季一起參與了演出。此外，受父親的影響喜歡上了動畫，也一起去看了水樹奈奈及南條愛乃的演唱會。受這些影響，對動畫歌手以及聲優歌手產生了興趣。
2012年4月至2014年的2年間，曾經出演過《早安攝影棚645》等電視節目，這個時期隸屬於SPACE CRAFT Junior。
在某次試鏡會中，感覺配音員與歌唱很難兼顧，於是以動畫歌手為目標進行了應募。雖然留到了最終審查但仍未通過，但經過了演技審查後，再次强烈地意識到配音員的存在。於是在父親的建議下，參加了於2016年12月舉辦的動畫《Wake Up, Girls！》的新作中登場的新角色配音員的公開招募試鏡，「avex×81produce Wake Up, Girls！AUDITION 第3屆動畫主唱試鏡」，並且在2000人中合格。與同樣合格的森優花、厚木那奈美組成了3人組合「Run Girls, Run！」開始活動，在《Wake Up, Girls！新章》中作為配音員首次出演了動畫作品。之後在2018年的《閃躍吧！星夢☆頻道》中，以桃山未來作為首次飾演主角。2019年3月9日，獲頒第13屆聲優Awards新人女演員獎。
2021年3月從高中畢業。
2021年5月19日個人Twitter開設。在那之前，其動向通過SNS將使用每週的Run Girls，Run！部落格客和Run Girls，Run！官方Twitter帳戶，該帳戶是與工作人員和其他成員共享的帳戶。
2023年3月31日Run Girls, Run！解散。與此同時，Twitter帳戶的ID從「rgr_coco」更改為「cocohayashi515」。經過了一天4月1日，離開81 Produce、Avex Pictures，經歷了自由身之後，2023年6月2日宣佈加入mitt management。
2025年3月31日在個人X（前Twitter）宣佈 mitt management約滿退所，再次自由身活動。同年6月1日宣佈加入LIBERTE。

## 人物
興趣、特長：欣賞音樂劇，唱歌、畫插圖、爵士鼓。爵士鼓是根據中學的時候參加吹奏樂部中擔任打擊樂器的經驗。在電視綜藝節目《Run Girls, Run！的Rungaban！》中，MONACA的田中秀和和廣川惠一的面前展示了爵士鼓的本領。方言：遠州方言。暱稱為。的由來是來自於德井青空的暱稱，是受德井青空粉絲父親的影響出道時命名的。與德井青空一起在《閃躍吧！星夢☆頻道》第2季一起參與了演出。
在音樂的喜好方面，受家族的影響以音樂劇及動畫歌曲、日本的搖滾樂等類型為主。除此之外，她看了《閃躍吧！星夢☆頻道》音響監督推薦的電影《波希米亞狂想曲》後，對皇后樂團等海外搖滾樂產生了興趣，2024年其實去看了皇后樂團在日本的演出。另外與Morfonica主唱進藤天音是朋友，她也活躍在現實樂團BanG Dream！中，因為兩人在中學時期就參加了試鏡，而且就讀同一所高中，所以在學校體檢的時候又再度見面。
星光系列
小學時曾經玩過2010年7月上線的星光系列第一款遊戲《星光少女 迷你裙》。
2018年4月開播的《閃躍吧！星夢☆頻道》中，年僅15歲的她主角桃山未來的聲音。不只是動畫和遊戲，在各項活動上，她在許多配音員的最前線擔任團長的角色。該作品總共播出了153集，直到2021年，成為星光系列中播出最長的一集。遊戲則是上線至2022年2月。
作為從2020年開始製作的《星光系列 10週年企劃》的一環，她在放送和公開的特別CG LIVE歷代主角共同出演上扮演桃山未來翻唱聲優組合Run Girls, Run！的歌曲《Prima☆Donna？Memorial！》，在中心位置進行演唱。
之後還宣佈她將在《閃躍吧！星夢☆頻道》前作《星光樂園》《偶像時間星光樂園》的續篇《IDOL LAND 星光樂園》中她擔任波羅羅的聲音，並公佈了視覺圖、動畫預告短片。

Love Live！系列
2013年開始的電視動畫《Love Live！》與父親一起觀看之後，成為了該作品的粉絲。受到該作品的強烈影響，成為將來要當上配音員的契機。《Love Live！》的歌曲《Snow halation》在她配音出道前也曾在試鏡會及演唱會等場合演唱過，作為Run Girls, Run!出道後，第一場巡迴演唱會的東京公演上，還有網路直播節目《LIVEDAM COMPANY》翻唱了這首歌曲，在日本卡啦OK的《LIVE DAM STADIUM》及《LIVE DAM Ai》中的內容「動畫歌曲女孩」有林鼓子歌唱的版本正在發佈。
2019年上映的劇場版動畫《Love Live！Sunshine!! 學園偶像電影～彩虹彼端～》中飾演女學生一角，然後在2021年開始播放電視動畫《Love Live！Superstar!!》中常駐演出。
2023年3月25日，宣佈林鼓子於4月正式接替楠木燈飾演的虹學園學園偶像同好會優木雪菜（中川菜菜）一角。

BanG Dream！
在媒體組合項目《BanG Dream！》中，她飾演作品中出現的女子樂團「MyGO!!!!!」的鼓手椎名立希一角。MyGO!!!!!是現實存在的樂隊，在現實中也有樂團活動，林鼓子也負責爵士鼓。
此外，MyGO!!!!!在出道之初在演員表未公開時處於活動狀態，從2022年7月舉行的第1場LIVE到2023年4月舉行的第4場LIVE匿名進行活動。

## 演出
粗體字表示主要角色。

### 電視動畫
2017年
- Wake Up, Girls！新章（速志步）

2018年
- 閃躍吧！星夢☆頻道（2018年—2021年，桃山未來、Kirat CHU〈第2期為止〉）
- 百鍊霸王與聖約女武神（女性、女子）
- 青春豬頭少年不會夢到兔女郎學姊（學生）

2019年
- 約定的夢幻島（2019年—2021年，艾根、達姆丁、洛西）2系列
- KING OF PRISM -Shiny Seven Stars-（鷹梁渚、鷹梁航、女子）
- 刺客守則（葛瑞絲、女學生、下級生）

2020年
- 貓娘樂園（小孩）

2021年
- IDOLY PRIDE（女學生B）
- 星光美妙全友情精選（桃山未來）
- Love Live！Superstar!!
- Muv-Luv Alternative（早乙女圓）
- 橘色榮耀！（酒井瑠璃）

2022年
- 聯盟空軍航空魔法音樂隊 光輝魔女（喬的同僚、客車的姊姊）
- 黑之召喚士（姆恩）
- 孤獨搖滾！（山田涼的班上同學）

2023年
- World Dai Star（紙屋敷育子）
- BanG Dream！It's MyGO!!!!!（椎名立希）
- MF GHOST 燃油車鬥魂（佐藤真美）

2024年
- 反派千金等級99 ～我是隱藏頭目但不是魔王～（莎拉）
- 虹咲四格 動畫版 2（優木雪菜）
- MF GHOST 燃油車鬥魂（第2期）（真美）

2025年
- BanG Dream! Ave Mujica（椎名立希）
- CITY THE ANIMATION（安達太良鷗）

### 電影動畫
- 劇場版 星光樂園&星光頻道 ～閃閃發光的紀念LIVE～（2018年，桃山未來[58]）
- Love Live! Sunshine!! 學園偶像電影～彩虹彼端～（2019年，女學生A[20][59]）
- Love Live! 虹咲學園學園偶像同好會 完結篇 第1章（2024年，優木雪菜[60]）
- 劇場版 BanG Dream! It's MyGO!!!!!（2024年，椎名立希[61]）
- Love Live! 虹咲學園學園偶像同好會 完結篇 第2章（2025年，優木雪菜[62]）

### OVA
- Love Live！虹咲學園學園偶像同好會 NEXT SKY（2023年，優木雪菜[63]）

### 網路動畫
- 天空侵犯（2021年，犀牛面具人[64]）
- 爆丸 Evolutions（日语：爆丸エボリューションズ）（2022年，金）
- IDOL LAND 星光樂園（2022年，波羅羅[65]）
- 總之就是很可愛 女高中生篇（2023年，都春[66]）

### 遊戲
2018年
- 星光樂園 全偶像完美舞台！（桃山未來）
- 星光頻道（未來）
- Wake Up, Girls！新星的天使（速志步）
- 月煌－Luster－（明月）

2019年
- 問答RPG 魔法使與黑貓維茲（神崎川乃乃香／神秘鬱金香、塚口優斗）
- 社長，戰鬥的時間到了！（詩提爾·提爾）

2020年
- 幻想大陸戰記：路娜吉亞戰記（休格）
- Root Film
- 迪士尼 扭曲仙境（2020年—2021年，女性、小孩）

2021年
- 蔚藍檔案（小空）
- 宇航少女（維內托、阿賀野）

2022年
- 拂曉：勝利之刻（日向、布蕾茵）
- Action對魔忍（斯特拉）
- 怪物彈珠（2022年—2023年，阿佐特、松平容保）

2023年
- Love Live！學園偶像祭2 MIRACLE LIVE！（2023年—2024年，優木雪菜）
- 棕色塵埃（阿卡夏）
- BanG Dream！少女樂團派對（2023年—2024年，椎名立希）
- SEGA NET麻雀MJ（梁柏高）

時期未定
- 虛無與物質的她（月崎咲楓）

### 有聲書
- 獻給某飛行員的誓約（日语：とある飛空士への誓約）（2019年，美緒·賽拉[81][82][83]）
- 人氣妹妹與受難的我（2020年，日向今日子[84]）
- （2022年，壽柚良、壽柚希 等[85]）
- （2023年，戌井京子[86]）
- 恐怖女演員轉生天才童星 ～這次一定要闖進荷里活！～（日语：ホラー女優が天才子役に転生しました 〜今度こそハリウッドを目指します!〜）（2023年，朝代珠里阿[87]）

### 電視節目
- 早安攝影棚 第1部「早安攝影棚645」（2012年4月2日—2014年3月，東京電視台）—→工作人員
- Piramekino（日语：ピラメキーノ）（2013年2月15日，東京電視台）
- 大家都在討論的節目 KATARIPO TV MACHI×VOICE♪（2019年2月9日、3月9日，TOKYO MX）[88][89][90][91]
- 星光頻道 有趣的新一季徹底介紹特集（2019年3月24日，東京電視台）
- Run Girls, Run！的Rungaban！（日语：Run Girls, Run!のらんがばん!）（2019年7月4日—9月20日，TOKYO MX）
- 秘密×戰士 幻影甜心！ 第17話（2019年7月28日，東京電視台）—桃山未來的聲音

### 廣播節目
※記號表示網路廣播。
- Wake Up, Girls！與Run Girls, Run！的All Night-NIPPONi（2017年—2018年，All Night-NIPPONi（日语：オールナイトニッポンi））—不定期主持 ※[92]
- Run Girls, Radio！（2017年—2018年，HiBiKi Radio Station（日语：HiBiKi Radio Station））※[93]
- Run Girls, Radio!!（2018年—2020年6月23日，HiBiKi Radio Station）※[94]
- Run Girls, Run！的All-Night JAPANi（2019年1月22日—8月27日，All-Night JAPANi）—不定期主持 ※[95]
- 林鼓子的只能在這裡說的話（2019年4月3日—6月26日，i-dio TS ONE頻道（日语：i-dio#TS ONE））[96][97][98]
- Pri☆Chan電台（2019年8月20日—11月12日，HiBiKi Radio Station）—主持人 ※[99]
  - （2020年12月1日，HiBiKi Radio Station）※[99]
- Share the Night（日语：Share the Night）（2020年1月2日—10月1日，FM橫濱（日语：横浜エフエム放送））[100][101]
- Runga放送部 林鼓子的來這裡坐一下吧！（日语：Run Girls, Run!の3人4脚自由形）（2020年8月18日—12月2日，niconico頻道）※[102]
- Run Girls, Run！的2人3腳自由形（日语：Run Girls, Run!の3人4脚自由形）（2020年8月18日—12月2日，niconico頻道）※[102]
- Run Girls, Run！的Runga頻道出差版（2021年3月20日—2023年3月1日，YouTube）※
- MyGO!!!!!的「迷子集會（Maigo Center）」（2022年12月21日—，YouTube）※
- 林鼓子 COCOROCK RADIO（日语：超!A&G+マンスリースペシャル）（2023年9月5日—9月26日，超！A&G+、YouTube）※[103][104][105]
- 私立RISACOCO超！學園（2023年9月21日—，niconico頻道）※[106]

### 網路播出
- LIVEDAM COMPANY（2018年7月14日—2019年9月28日，FRESH LIVE（日语：FRESH LIVE）[107][108][109]）
- 久保田未夢與林鼓子的我們做了聖誕蛋糕喔！（2018年，animeteleto[110][111]）
- 星光樂園&星夢頻道 特別節目（2019年1月7日，TSUTAYA TV[112]）
- 音泉女高中生（日语：音泉女子高生）（2019年6月12日—2022年6月28日，YouTube）
- Run Girls, Run！的3人4腳自由形（日语：Run Girls, Run!の3人4脚自由形）（2019年12月10日—2020年12月1日，niconico頻道、YouTube）[113]
- Run Girls, Run！的Runga頻道（2021年1月19日—2023年3月20日，niconioc頻道、YouTube）[114][115]
- （2021年7月1日—2023年3月27日，SHOWROOM）[116]
- 星光魔法！NEXT聲優藝人試鏡會（2021年6月27日—9月26日，東京電視台）—解說
- 林鼓子的心目中第一！（2023年5月15日—，niconico直播）[117]

### 朗讀劇
- SynapstoRy ～想要變得完美的皮諾丘～（2021年8月29日，神田明神展演廳）[118]
- SynapstoRy ～被稱作魔女的聖女貞德～（2021年10月3日，品川THE GRAND HALL）[119]
- SynapstoRy ～荊姬～（2022年2月20日，神田明神展演廳）[120]
- Girls Reading Aloud in Yokohama -童話系列 vol.5-（2022年3月20日，橫濱LANDMARK HALL）[121]
- Girls Reading Theater -童話系列- GW Special（2022年5月5日，淺草花劇場）[122]
- （公演中止）SynapstoRy ～荊姬～（再演）（2022年6月26日，Club eX）[123]
- 青春特調蜂蜜檸檬蘇打（2022年9月9日，Hulic Hall東京（日语：ヒューリックホール東京））—飾 遠藤步美[124]
- SynapstoRy ～荊姬～（再演）（2022年10月1日，CBGK!!（日语：CBGKシブゲキ!!））[125]
- 槲寄生的妖精們（2022年12月17日、18日，新宿奇蹟劇場[126]）
- 羅馬假期（2023年11月5日，新宿村LIVE）—安妮公主[127]

### 舞台
- 娜娜舞台☆甜蜜故事 ～起源／永恆的願望～（2020年4月1日—5日，新宿村LIVE）—飾 周 ※上演中止，僅發佈視頻[b]
- 東京偶像計劃娃娃 THE GARDEN／SKY TOWER 同時公演（日语：プロジェクト東京ドールズ#舞台 2）（2021年2月20日—28日，1010劇場（日语：シアター1010））—飾 彩[131]
- Uzume第7回公演（2022年4月13日—17日，東京Alpha劇場）—飾 五十嵐唯[132][133]
- 舞台（2022年11月27日，CBGK!!（日语：CBGKシブゲキ!!））—特別演出[134]
- 音樂劇「Neo Doll」（2023年8月18日—27日，Theater Sun Mall（日语：シアターサンモール））—飾 鈴蘭（與矢島美音雙主演[135]）
- 舞台（2023年10月2日—8日，六行會大廳（日语：六行会#六行会ホール）[136]）

## 音樂作品
Run Girls, Run！活動請參照「Run Girls, Run！」，虹學園學園偶像同好會活動請參照「虹學園學園偶像同好會」。

### 角色歌曲
| 發行日期 | 商品名稱                                    | 名義                                       | 曲名                                                      | 備註                                             |
| 2018年   | 2018年                                      | 2018年                                     | 2018年                                                    | 2018年                                           |
| -------- | ------------------------------------------- | ------------------------------------------ | --------------------------------------------------------- | ------------------------------------------------ |
| 8月29日  | 星光頻道♪歌曲精選輯 ～1st Channel～         | 桃山未來（林鼓子）、萌黃繪萌（久保田未夢） | 「」                                                      | 電視動畫《星光頻道》插入歌                       |
| 8月29日  | 星光頻道♪歌曲精選輯 ～1st Channel～         | 桃山未來（林鼓子）                         | 「」                                                      | 電視動畫《星光頻道》插入歌                       |
| 12月5日  | 星光頻道♪歌曲精選輯 ～2nd Channel～         | Miracle Kiratts                            | 「SUPER CUTIE SUPER GIRL」                                | 電視動畫《星光頻道》插入歌                       |
| 2019年   |                                             |                                            |                                                           |                                                  |
| 5月25日  | 遊戲 星光頻道 音樂精選輯 vol.1              | 桃山未來（林鼓子）、萌黃繪萌（久保田未夢） | 「」                                                      | 遊戲《星光頻道》相關歌曲                         |
| 5月25日  | 遊戲 星光頻道 音樂精選輯 vol.1              | 桃山未來（林鼓子）、萌黃繪萌（久保田未夢） | 「」                                                      | 遊戲《星光頻道》相關歌曲                         |
| 5月25日  | 遊戲 星光頻道 音樂精選輯 vol.1              | 桃山未來（林鼓子）                         | 「」                                                      | 遊戲《星光頻道》相關歌曲                         |
| 5月25日  | 遊戲 星光頻道 音樂精選輯 vol.1              | Miracle Kiratts                            | 「」                                                      | 遊戲《星光頻道》相關歌曲                         |
| 8月18日  | －                                          | 桃山未來（林鼓子）                         | 「」                                                      | 電視動畫《星光頻道》插入歌                       |
| 9月11日  | 星光頻道♪音樂精選輯                         | Miracle Kiratts                            | 「」                                                      | 電視動畫《星光頻道》插入歌                       |
| 9月11日  | 星光頻道♪音樂精選輯                         | Miracle Kiratts                            | 「SUPER CUTIE SUPER GIRL」                                | 電視動畫《星光頻道》插入歌                       |
| 9月11日  | 星光頻道♪音樂精選輯                         | Miracle Star                               | 「」                                                      | 電視動畫《星光頻道》插入歌                       |
| 9月11日  | 星光頻道♪音樂精選輯                         | 桃山未來（林鼓子）、萌黃繪萌（久保田未夢） | 「」                                                      | 電視動畫《星光頻道》插入歌                       |
| 9月11日  | 星光頻道♪音樂精選輯                         | 桃山未來（林鼓子）                         | 「」                                                      | 電視動畫《星光頻道》插入歌                       |
| 9月14日  | 遊戲 星光頻道♪音樂精選輯 vol.2              | Miracle Kiratts、Meltic StAr               | 「U.S.A」                                                 | 遊戲《星光頻道》相關歌曲                         |
| 9月14日  | 遊戲 星光頻道♪音樂精選輯 vol.2              | Miracle Kiratts、Meltic StAr               | 「」                                                      | 遊戲《星光頻道》相關歌曲                         |
| 9月14日  | 遊戲 星光頻道♪音樂精選輯 vol.2              | 桃山未來（林鼓子）、紫藤玫兒（森嶋優花）     | 「」                                                      | 遊戲《星光頻道》相關歌曲                         |
| 11月27日 | 星光頻道♪歌曲精選輯 ～Miracle Kiratts頻道～ | 桃山未來（林鼓子）                         | 「」                                                      | 電視動畫《星光頻道》插入歌                       |
| 11月27日 | 星光頻道♪歌曲精選輯 ～Miracle Kiratts頻道～ | Miracle Kiratts                            | 「」                                                      | 電視動畫《星光頻道》插入歌                       |
| 2020年   |                                             |                                            |                                                           |                                                  |
| 6月24日  | 星光頻道♪音樂精選輯 Season.2                | 桃山未來（林鼓子）、虹之咲黛雅（佐佐木李子） | 「MEMORIES FOR FUTURE」                                   | 電視動畫《星光頻道》插入歌                       |
| 6月24日  | 星光頻道♪音樂精選輯 Season.2                | All Jewel Idols                            | 「」                                                      | 電視動畫《星光頻道》插入歌                       |
| 6月24日  | 星光頻道♪音樂精選輯 Season.2                | 桃山未來（林鼓子）                         | 「」                                                      | 電視動畫《星光頻道》片尾主題曲                   |
| 6月24日  | 星光頻道♪音樂精選輯 Season.2                | Brand New Girls                            | 「Brand New Girls」                                       | 電視動畫《星光頻道》片尾主題曲                   |
| 12月2日  | 星光頻道♪歌曲精選輯 ～from RAINBOW SKY～    | Pretty All Friends                         | 「Prima☆Donna？Memorial！」                               | 電視動畫《星光頻道》插入歌                       |
| 12月2日  | 星光頻道♪歌曲精選輯 ～from RAINBOW SKY～    | Miracle Kiratts                            | 「」                                                      | 電視動畫《星光頻道》插入歌                       |
| 2021年   |                                             |                                            |                                                           |                                                  |
| 6月23日  | 星光頻道♪歌曲精選輯 ～from PRI☆CHAN LAND～  | Miracle Star                               | 「One Heart」                                             | 電視動畫《星光頻道》片尾主題曲                   |
| 8月7日   | 遊戲 星光頻道 精選                          | 桃山未來（林鼓子）、萌黃繪萌（久保田未夢） | 「」                                                      | 遊戲《星光頻道》相關歌曲                         |
| 8月7日   | 遊戲 星光頻道 精選                          | 桃山未來（林鼓子）、萌黃繪萌（久保田未夢） | 「」                                                      | 遊戲《星光頻道》相關歌曲                         |
| 8月7日   | 遊戲 星光頻道 精選                          | Miracle Kiratts                            | 「」                                                      | 遊戲《星光頻道》相關歌曲                         |
| 8月7日   | 遊戲 星光頻道 精選                          | Miracle Kiratts                            | 「」                                                      | 遊戲《星光頻道》相關歌曲                         |
| 8月7日   | 遊戲 星光頻道 精選                          | Miracle Star                               | 「」                                                      | 遊戲《星光頻道》相關歌曲                         |
| 8月7日   | 遊戲 星光頻道 精選                          | Miracle Kiratts、Kirat CHU（山下七海）     | 「」                                                      | 遊戲《星光頻道》相關歌曲                         |
| 2022年   |                                             |                                            |                                                           |                                                  |
| 11月9日  | 迷星叫                                      | MyGO!!!!!MyGO!!!                           | 「迷星叫」 「」                                           | 《BanG Dream！》相關歌曲                         |
| 2023年   |                                             |                                            |                                                           |                                                  |
| 4月12日  | 音一會                                      | MyGO!!!!!MyGO!!!                           | 「」 「」 「影色舞」                                      | 《BanG Dream！》相關歌曲                         |
| 8月9日   | 壹空                                        | MyGO!!!!!MyGO!!!                           | 「」                                                      | 電視動畫《BanG Dream! It's MyGO!!!!!》片頭主題曲 |
| 8月9日   | 壹空                                        | MyGO!!!!!MyGO!!!                           | 「栞」                                                    | 電視動畫《BanG Dream! It's MyGO!!!!!》片尾主題曲 |
| 8月9日   | 壹空                                        | MyGO!!!!!MyGO!!!                           | 「焚音打」                                                | 電視動畫《BanG Dream! It's MyGO!!!!!》相關歌曲   |
| 11月1日  | 迷跡波                                      | MyGO!!!!!MyGO!!!                           | 「碧天伴走」 「春日影（MyGO!!!!! ver.）」 「詩超絆」 「」 | 電視動畫《BanG Dream! It's MyGO!!!!!》挿入歌     |
| 11月1日  | 迷跡波                                      | MyGO!!!!!MyGO!!!                           | 「」                                                      | 遊戲《BanG Dream！少女樂團派對》相關歌曲         |
| 11月1日  | 迷跡波                                      | MyGO!!!!!MyGO!!!                           | 「無路矢」                                                | 《BanG Dream！》相關歌曲                         |

### 其它樂曲
| 發行日期 | 商品名稱  | 名義         | 曲名              | 備註                                                         |
| 2017年   | 2017年    | 2017年       | 2017年            | 2017年                                                       |
| -------- | --------- | ------------ | ----------------- | ------------------------------------------------------------ |
| 12月26日 | －        | 林鼓子       | 「Snow halation」 | 卡拉OK《LIVE DAM STADIUM LIVE DAM Ai Anisong Vocal》發佈歌曲 |
| 2021年   |           |              |                   |                                                              |
| 9月4日   | #青春模式 | 音泉女高中生 | 「」              | 網路節目《音泉女高中生》主題歌曲                             |

### 影像作品

#### 參加影像作品
- 星光樂園&星光頻道秋季巡演 大～家當偶像了！（2019年）[143]
- 大～家的星光LIVE 2018（2019年）[144]
- 星光樂園&星光頻道秋季巡演2019 ～閃躍吧！是時候開始當偶像了！～（2020年）[145]
- 星光樂園&星光頻道 Winter Live 2019（2020年）[146]
- 你好！星光頻道世界（2021年）[147]
- 星光樂園&星光頻道 Winter Live 2020（2021年）[148]
- 舞台東京偶像計劃 二期三期Blu-ray BOX（2021年）[149]
- 歡迎來到星光頻道島！（2022年）[150]
- 特典「Pretty series 10th Anniversary Pretty Festival」DVD（2022年）[d]
- Uzume第7回公演公演Blu-ray（2022年）[152]
- May Holic Theater 11 舞台公演DVD（2023年）[153][154]

## LIVE、活動
Run Girls, Run！演出活動請參照「Run Girls, Run！」，虹學園學園偶像同好會演出活動請參照「虹學園學園偶像同好會」。

### LIVE
| 演出日期            | 活動名稱                                                                    | 會場                                                  |
| ------------------- | --------------------------------------------------------------------------- | ----------------------------------------------------- |
| 2018年9月9日、29日  | 星光樂園&星光頻道秋季巡演 大～家當偶像了！                                  | 2會場 - 難波Hatch - 中野太陽廣場（東京都）            |
| 2018年12月9日       | 大～家的星光LIVE 2018                                                       | 幕張展覽館展示大廳（千葉縣）                          |
| 2019年9月15日、22日 | 星光樂園&星光頻道秋季巡演2019 ～閃躍吧！是時候開始當偶像了！～              | 2會場 - 舞濱圓形劇場（千葉縣） - ORIX劇場（大阪府）   |
| 2019年12月15日      | 星光樂園&星光頻道 Winter Live 2019                                          | 幕張活動大廳（千葉縣）                                |
| 2020年7月18日       | 你好！星光頻道世界                                                          | 無觀眾直播／PIA LIVE STREAM（ULIZA）                  |
| 2020年12月6日       | 星光樂園&星光頻道 Winter Live 2020                                          | 幕張活動大廳（千葉縣）                                |
| 2021年8月22日       | 歡迎來到星光頻道島！                                                        | 中野太陽廣場（東京都）                                |
| 2021年11月14日      | 音泉女高中生主題歌曲「＃青春模式」發行紀念LIVE                              | AKIHABARA GAMERS總店、秋葉原活動SPACE ENTAS（東京都） |
| 2021年12月5日       | 星光樂園&星光頻道&星光魔法！Winter Live 2021                                | 幕張活動大廳（東京都）                                |
| 2022年5月22日       | 林鼓子 20th Birthday Live ～從這裡開始。～                                  | 淺草花劇場（東京都）                                  |
| 2022年7月3日        | Pretty Live！ ～One for All !!!～                                           | 中野太陽廣場（東京都）                                |
| 2022年7月3日        | MyGO!!!!! 1st LIVE「」                                                      | duo MUSIC EXCHANGE（東京都）                          |
| 2022年9月10日       | MyGO!!!!! 2nd LIVE「」                                                      | 飛行船劇場（東京都）                                  |
| 2022年9月24日       | Pretty Live！ ～All for One !!!～                                           | 中野太陽廣場（東京都）                                |
| 2022年11月12日      | BanG Dream！Special☆LIVE Girls Band Party！2020→2022                        | Belluna巨蛋（埼玉縣）                                 |
| 2022年11月13日      | 武士道15週年紀念LIVE in Belluna巨蛋                                         | Belluna巨蛋（埼玉縣）                                 |
| 2022年11月26日      | MyGO!!!!! 3rd LIVE「」                                                      | COOL JAPAN PARK OSAKA WW大廳（大阪府）                |
| 2022年12月4日       | 星光樂園&星光頻道&星光魔法！Winter Live 2022                                | 幕張活動大廳（千葉縣）                                |
| 2023年2月4日、5日   | BanG Dream！11th☆LIVE                                                       | 有明體育館（東京都）                                  |
| 2023年4月9日        | MyGO!!!!! 4th LIVE「」                                                      | TACHIKAWA STAGE GARDEN（東京都）                      |
| 2023年5月19日       | 鷲崎健的AKOGI FUN！CLUB #74                                                 | 白金高輪SELENE b2（東京都）                           |
| 2023年7月15日       | 星夢頻道 大張旗鼓！2023                                                     | 八王子J:COM廳（東京都）                               |
| 2023年8月12日       | MyGO!!!!! 5th LIVE「」                                                      | KT Zepp Yokohama（神奈川縣）                          |
| 2023年8月27日       | Animelo Summer Live 2023 -AXEL-                                             | 埼玉超級競技場（埼玉縣）                              |
| 2023年9月16日       | Roselia「Farbe」DAY1                                                        | 有明體育館（東京都）                                  |
| 2023年10月7日       | 歌唱吧！歡迎來到聲優女子LIVE Yuru分享室！秋季聲優「歌」祭！澀谷STREAM集合！ | SHIBUYA STREAM Hall（東京都）                         |
| 2023年10月20日      | 鷲崎健的AKOGI FUN！CLUB #79                                                 | 白金高輪SELENE b2（東京都）                           |
| 2023年11月4日       | BanG Dream！12th☆LIVE DAY2 : MyGO!!!!!「微小瞬間」                          | 東京花園劇院（東京都）                                |
| 2023年11月18日      | ANIMAX MUSIX 2023                                                           | 橫濱體育館（神奈川縣）                                |
| 2023年12月3日       | 星光樂園&星光頻道&星光魔法！Winter Live 2023                                | 幕張活動大廳（千葉県）                                |
| 2024年1月28日       | LisAni！LIVE 2024 SUNDAY STAGE                                              | 日本武道館（東京都）                                  |

### 活動
| 演出日期             | 活動名稱 | 會場                                                 |
| -------------------- | --- | ---------------------------------------------------- |
| 2018年5月13日        | 《劇場版 星光樂園&星光頻道 ～閃閃發光的紀念LIVE～》公開紀念《星光頻道》上映會&對談活動                          | 東京動畫中心 in DNP廣場（東京都）                    |
| 2018年9月17日        | [ 186 ] | AMO CAFE 原宿店（東京都）                            |
| 2018年11月17日、18日 | [ 187 ] [ 188 ]                                                                                                 | 東京晴空街道5樓空間634（東京都）                     |
| 2019年3月2日         | 網路廣播電台＜音泉＞祭 2019冬                                                                                   | 舞濱圓形劇場（千葉縣）                               |
| 2019年5月15日        | 鑽石微笑 發布紀念活動「」                                                                                       | AKIHABARA GAMERS總店（東京都）                       |
| 2019年8月11日        | [ 193 ] [ 194 ]                                                                                                 | AMO CAFE 原宿店（東京都）                            |
| 2020年2月2日         | 網路廣播電台＜音泉＞祭 2020冬                                                                                   | 中野ZERO大廳（東京都）                               |
| 2020年2月8日         | JOYSOUND presents 小山剛志卡拉OK企劃第11彈 『卡拉OK MAX』 夜之部                                                | Culttz Kawasaki（神奈川縣）                          |
| 2020年5月16日        | （中止）林鼓子誕生活動 ☆Coco's Music Journey☆                                                                   | SHIBUYA PLEASURE PLEASURE（東京都）                  |
| 2020年8月1日         | 《星光頻道♪音樂精選輯 Season.2》&《星光樂園&星光頻道秋季巡演2019 ～閃躍吧！是時候開始當偶像了！～》發行紀念活動 | 無觀眾直播                                           |
| 2020年9月27日        | Ciao節線上LIVE 星光頻道 Stage                                                                                   | 無觀眾直播                                           |
| 2021年5月16日        | 林鼓子 19th Birthday Event ～NO “OSHI” NO LIFE～                                                                | 無觀眾直播                                           |
| 2021年5月22日、23日  | Pretty series 10th Anniversary Pretty Festival                                                                  | 幕張活動大廳（千葉縣）                               |
| 2021年6月12日        | ＜音泉＞祭2021春 ～UPDATE～                                                                                     | 舞濱圓形劇場（千葉縣）                               |
| 2021年11月26日       | 東京偶像計劃 特別活動                                                                                           | harevutai（東京都）                                  |
| 2022年12月10日       | | 聖蹟AURA HALL（東京都）                              |
| 2023年5月1日         | [ 205 ] | Hall Mixa（東京都）                                  |
| 2023年5月15日        | 林鼓子誕生日2023 ～林鼓子的COCO一番！第0回～                                                                    | PASELA RESORTS銀座店 GRACE BALI ～GRANDE～（東京都） |
| 2023年5月24日        | 動畫「BanG Dream！It's MyGO!!!!!」製作發表會                                                                    | 飛行船劇院（東京都）                                 |
| 2023年6月28日        | 動畫「BanG Dream！It’s MyGO!!!!!」搶先上映會                                                                    | Grand Cinema Sunshine池袋（東京都）                  |
| 2023年9月10日        | 高尾奏音的「花音奏鳴曲 ～第二樂章～」生日活動 夜之部                                                            | 雷5656會館常盤大廳（東京都）                         |
| 2023年9月13日        | 動畫「BanG Dream！It’s MyGO!!!!!」最終回直前上映會                                                              | Grand Cinema Sunshine池袋（東京都）                  |
| 2023年10月14日       | STAR TV「西葉瑞希的想和我一起開懷大笑嗎？」vol.8                                                                | WALLOP放送局（東京都）                               |
| 2023年11月11日       | 廣播Animage活動9 ～BOTAKU說書人～ 第2部                                                                         | 文化放送Media Plus大廳（東京都）                     |
| 2023年11月12日       | 『SEIGURA presents Trick or Treat！ ～萬聖節派對2023～』Twilight Party                                          | 日野市七生公会堂（東京都）                           |
| 2023年11月23日       | 昭和偶像資料庫 SPECIAL 2023 Winter                                                                              | 東京CULTURE CULTURE（東京都）                        |

## 書籍
- 寫真散文（2022年）[215][216]

## 腳註

### 组合成员
1. 1 2  高松燈（羊宮妃那）、千早愛音（立石凜）、要樂奈（青木陽菜）、長崎爽世（小日向美香）、椎名立希（林鼓子）

## 外部連結
公開資料
- 林鼓子官方網站 （页面存档备份，存于） （日語）（已結束營運）
- 林鼓子｜mitt managemnt （页面存档备份，存于） （日語）
- 林鼓子｜81 Produce，存于 （日語）
- （日語）—WEB THE TELEVISION（日语：ザテレビジョン）
- 林鼓子 （页面存档备份，存于） （日語）—SEIGURA web
- 林鼓子 （页面存档备份，存于） （日語）—KINENOTE
- 林鼓子 （页面存档备份，存于） （日語）—oricon
- 林鼓子 （页面存档备份，存于） （日語）—MOVIE WALKER PRESS（日语：MOVIE WALKER PRESS）
- 林鼓子 （页面存档备份，存于） （日語）—電影.com（日语：映画.com）
- 林鼓子 （页面存档备份，存于） （日語）—allcinema（日语：allcinema）
- 林鼓子新事務所官方簡介 （页面存档备份，存于） —LIBERTE（日语：LIBERTE）

SNS
- 林鼓子的X（前Twitter） （日語）
- 林鼓子的Instagram帳戶 （日語）
- Run Girls, Run！官方部落格 （页面存档备份，存于） （日語）（至2021年5月31日林鼓子負責週一。此後不定期更新）

冠名節目
- 林鼓子的只能在這裡說的話，存于 （日語）
- 林鼓子的心目中第一！ （页面存档备份，存于） （日語）